# Языковая политика СССР
Языковая политика СССР была разной в разные периоды его существования. С 1917 года по начало 1930-х в рамках политики коренизации советская власть поддерживала расширение социальных функций коренных языков народов СССР. Для них создавались алфавиты на основе латиницы и литературные стандарты, государство развивало культуру и массовое образование на этих языках. С приходом к власти Иосифа Сталина языковая политика изменилась: коренизация была свёрнута, а вместо неё началась русификация. Преподавание на коренных языках в школах и вузах ограничивалось, сокращалось издание литературы, языки СССР переводились на кириллицу. К 1950-м годам русский закрепился в статусе престижного языка, дающего доступ к образованию, культуре и иногда к определённым сферам занятости. В 1950—1980-х годах русификация по инерции продолжалась, хотя государство обычно не имело никаких глобальных планов в языковой политике. Вместе с тем параллельно с русификацией в республиках СССР титульные языки вытесняли другие коренные языки. Противоречия в отношении к языковой политике повлияли на развитие многих этнических конфликтов во время Перестройки.
Советская политика коренизации 1920-х годов была революционной для своего времени и предвосхитила идеи о поддержке коренных языков, во многих странах ставшие популярными только к началу XXI века. Консервативный поворот 1930-х годов исследователи обычно оценивают негативно. Вместе с тем языковая политика по отношению к коренным языкам в СССР 1950—1980-х годов оставалась примерно такой же, как и в других крупных индустриальных странах, а в некоторых аспектах более благополучной.

## Языковая ситуация в Российской Империи
В Российской империи начала XX века русский язык был государственным языком и языком этнического большинства. Другие языки не имели официального статуса, за исключением некоторых языков автономий. Государственная политика поощряла языковую ассимиляцию этнических меньшинств, не считавшихся инородцами. В особенности это проявлялось в отношении к украинскому и белорусскому языкам, которые имперская власть считала диалектами русского — в частности, публикация учебной и религиозной литературы на украинском языке была запрещена с 1876 по 1905 годы. В разное время преподавание на грузинском языке в Грузии то было разрешено, то вновь запрещалось. Преподавание и делопроизводство на польском языке в Польше было запрещено после восстания 1863 года. В регионах, подвергающихся языковой ассимиляции, шло вымирание языков — например, ижорского и ливского.
По отношению к инородцам в Центральной Азии, Сибири и на Дальнем Востоке государство проводило другую политику. В этих районах преобладало нерусское население, и контакты исконных народов с русским языком были ограниченны. Чиновники считали необходимой русификацию и христианизацию инородцев, некоторые из них предлагали резкую ассимиляцию, другие — постепенную. Сторонники постепенной русификации во главе с востоковедом Николаем Ильминским считали, что перед этим необходимо общее повышение грамотности, поэтому они создавали для бесписьменных языков инородцев алфавиты на основе кириллицы, переводили на них книги и открывали школы. Однако такие попытки создать традицию обучения на этнических языках как среди сторонников русификации, так и среди представителей интеллигенции самих этнических меньшинств не получали поддержки у власти и оказывались неудачными. Оппозиционные активисты и политики в начале XX века выражали несогласие с ассимилятивной политикой и неравноправием языков империи. Большевистские лидеры, включая Владимира Ленина и Иосифа Сталина, в своих сочинениях защищали право наций на самоопределение, в том числе и в языковой политике. Большое влияние на представления оппозиционеров об идеальной языковой политике оказал опыт Швейцарии, в которой не было единого государственного языка.
После революции 1905—1907 годов в Российской империи распространилось издательство литературы на украинском, польском, грузинском и других языках. Впервые началась систематическая печать литературы на белорусском языке. Благодаря джадидистскому движению то же произошло и у некоторых тюркских народов. В Туркестане с начала XX века было открыто более 160 светских школ.
В 1900—1917 годах благодаря подъёму национальных движений в Российской империи появлялись проекты новых письменностей для языков, у которых не было широко используемого письменного стандарта. Ещё в 1906 в Азербайджане поднимался вопрос о латинизации азербайджанского языка. Для других тюркских языков — башкирского, киргизского, татарского, узбекского и некоторых других — разрабатывались проекты реформы арабицы. Так, например, для казахского языка использовалась модификация арабского письма, реформированная в 1910-е тюркологом Ахметом Байтурсыновом и высоко оценённая лингвистом Евгением Поливановым. Кроме того, в 1917 году, перед Октябрьским переворотом, лингвист Семён Новгородов разработал алфавит для якутского языка на основе латиницы, тоже поддержанная Поливановым. Несмотря на это, к 1917 году своя письменная норма была только у 19—20 языков народов будущего СССР.

## 1917—1935
1) Все национальности, населяющие Российскую Социалистическую Федеративную Советскую Республику, пользуются правом организации обучения на своем родном языке на обеих ступенях Единой Трудовой Школы и в Высшей Школе.
2) Школы национальных меньшинств открываются там, где имеется достаточное количество учащихся данной национальности для организации школы.

### Первые годы советской власти
В 1918 году советская власть издала несколько декретов, закрепляющих право народов РСФСР на использование своего языка в школьном образовании и при судопроизводстве. В 1921 году на X съезде РКП(б) приняла резолюцию, предлагавшая перевести на такие языки деятельность административных, хозяйственных и культурных учреждений. При Народном комиссариате по делам национальностей в 1918 году были созданы национальные комиссариаты, которые начали издавать литературу на языках меньшинств; в декабре 1922 года было образовано Центральное восточное издательство, издававшее книги на языках Поволжья, Сибири и Центральной Азии. С 1917 года в разных регионах открывались школы на местных языках.
В 1917—1925 годах в регионах РСФСР и других советских республик издавались местные декреты, закреплявшие языки коренных народов в качестве официальных. В Татарской АССР в 1924 году был разработан «Перспективный план в области реализации татарского языка», предполагавший официальное двуязычие и обучение на татарском и русском языках. В Узбекской ССР в 1924 году было постановлено использование только узбекского языка в делопроизводстве. В Якутской АССР использование якутского языка закреплялось в делопроизводстве, в суде и в школах, государственным учреждениям было запрещено нанимать людей, не владеющих якутским.
Политика увеличения роли местных языков проводилась в том числе с целью пропаганды большевистской идеологии среди населения более понятными для него способами. Новая политика противопоставлялась имперской русификации, против которой высказывались многие советские государственные деятели. Лингвист Владимир Алпатов отмечает, что в это время большевистское правительство надеялось на скорую мировую революцию, и потому считало вопрос о едином языке для народов советских республик неактуальным.
Кроме того, в 1917—1925 годы в разных регионах будущего СССР существовали независимые национальные государства: Украинская народная республика, Грузинская демократическая республика, Алашорда, Республика Армения и другие. Правительства таких государств, как и правительства полунезависимых советских республик, обычно поддерживали использование местных языков. До второй половины 1920-х годов проведение новой политики было зачастую инициативой местных органов власти и не координировалось Москвой, в том числе из-за трудностей с междугородней коммуникацией. Некоторые общественные и культурные деятели, занимавшиеся в таких государствах культурной и языковой политикой, впоследствии занимались ей же уже в СССР. Значительная часть населения регионов с нерусским большинством поддерживала отказ от русификации. Его также поддерживали русскоязычные лингвисты, в том числе негативно относившиеся к советской власти в целом: например, Николай Трубецкой и Николай Дурново.

### Коренизация
Политика коренизации, или «национализации», предполагала расширение сфер употребления «национальных» языков народов советских республик. В рамках этой политики для языков СССР разрабатывались новые письменности, поддерживалось их использование в культуре и официальной сфере. В некоторых регионах политика большевиков была продолжением политики национальных государств 1917—1925 годов. В резолюциях 1923 года большевики отвергли политику нейтрального «освобождения» языков, которую предлагали ранее, и вместо этого объявили необходимой активную поддержку местным языкам. Согласно этой логике, при изначальном неравенстве статусов языков советских республик нейтралитет привёл бы к исчезновению местных языков и культур, а не к их развитию.
На XII съезде РКП(б) в 1923 году было объявлено, что политика коренизации успешнее всего внедряется в Армении и Грузии, а медленнее — в центральноазиатских республиках. Укреплению «национальных» литературных языков там препятствовала неоднородность населения, отсутствие общего этнического самосознания. Многие народы Центральной Азии, Сибири, Дальнего Востока, Европейского Севера, Урала и Поволжья были сформированы советским правительством искусственно из этноконфессиональных групп: например, самоназвания «буряты», «узбеки» или «хакасы» были введены в оборот для обозначения новых языковых и этнических общностей.

### Разработки и реформы письменностей
В 1920—1930-е годы советская власть активно занималась реформами письменностей для языков разных народов СССР. Некоторые письменности были объявлены устаревшими, и их должны были заменить новые алфавиты. В качестве основы для новых алфавитов обычно использовалась кириллица или латиница; для языков, использующих арабскую письменность, до середины 1920-х предлагались варианты её упрощения. Наличие письменности представлялось для властей важным этапом коренизации: так, к примеру, попытки внедрить использование некоторых языков Дагестана в местном управлении окончились неудачей. Языковая политика в отношении письменностей в 1920-е годы получила название «языковое строительство».

#### Кириллица
Интеллигенция некоторых народов СССР выступала против перехода на кириллицу. В конце XIX века власти Российской империи проводили попытки русификации и перевода на кириллицу некоторых народов, в результате чего в 1920—1930-е представители этих народов обычно не поддерживали выбор кириллицы в качестве основы новых алфавитов для своих языков. С другой стороны, народы, пользующиеся кириллицей сравнительно долгое время (например, чуваши или мордва), а также народы без собственных автономий в составе советских республик (например, цыгане или ассирийцы) не выступали против кириллицы. Также идеи латинизации не получили поддержки в Украине и Беларуси.

#### Арабская письменность
До Октябрьского переворота некоторые центральноазиатские народы СССР пользовались арабской письменностью, в Монгольской Народной Республике использовали старомонгольское письмо. Советская власть считала эти письменности неприемлемыми по идеологическим причинам: они ассоциировались с традиционной религиозной культурой. Изменения поддерживала и светская интеллигенция этих народов, и представители джадидизма; против реформ письма выступало только консервативное духовенство. Интеллигенция отмечала, что особенности арабицы плохо подходят для записи тюркских языков. Поливанов, как и лингвист Николай Яковлев, в 1922—1925 годах высказывался в пользу реформ арабской письменности, считая, что такие реформы приживутся легче, чем смена алфавита целиком.
Азербайджанские активисты отказались от попыток реформ арабицы и пропагандировали латинизацию. В то же время в Татарстане, имевшем развитую традицию использования арабской письменности в печати, интеллигенция выступала за её сохранение. В 1920 году на заседании Президиума СНК Татарской АССР было решено реформировать татарскую арабицу, приспособив её под фонологию языка. В том же году в Баку при Наркомпросе АССР была организована Комиссия по реформе арабского алфавита, выступавшая за латинизацию. Члены комиссариата предлагали латинизировать все тюркоязычные народы или вообще все народы СССР. В Казахстане представители движения Алашорда, поддерживавшие реформу арабицы Байтурсынова, были постепенно вытеснены из руководства «национально ориентированными коммунистами», которые поддерживали введение латиницы. В дискуссиях об отказе от арабского алфавита часто упоминался опыт Турции, где в конце 1920-х также происходила латинизация. В 1928 году Евгений Поливанов уже высказывался в её поддержку.
В феврале—марте 1926 года в Баку прошёл Первый Всесоюзный тюркологический съезд. За несколько дней до его начала Оргбюро ЦК ВКП(б) постановило съезду не принимать «категорического решения» о латинизации. Съезд принял резолюцию, отдававшую предпочтение «поэтапной латинизации». К концу 1920-х арабское письмо стало окончательно восприниматься властями как «реакционное», в печати его критиковали исходя из идеологических оснований. Арабица была официально запрещена к использованию постановлением ЦИК и СНК СССР от 7 марта 1929 года.

#### ВЦКНА
В 1925 году в Баку был основан Всесоюзный центральный комитет нового алфавита. В ВЦКНА и в Комитете народов севера разрабатывались алфавиты для бесписьменных языков советских народов, причём, по словам Владимира Алпатова, ВЦКНА был «организован как центр распространения латиницы». К разработкам были привлечены лингвисты: Николай Яковлев (научный руководитель комитета), Дмитрий Бубрих, Лев Жирков, Евгений Поливанов, Николай Поппе, Алексей Сухотин, Бекир Чобан-заде, Константин Юдахин и другие. Евгений Поливанов выступал за единообразие принципов создания новых алфавитов и унификацию систем письменности. Последователи идей востоковеда Николая Марра выступали за более радикальную политику: вместо создания отдельных алфавитов они предлагали введение единого алфавита для всех языков. Впоследствии школа Марра стала преобладающей в советском языкознании; после публичной критики марризма Поливанов был отстранён от работы в ВЦКНА. Впоследствии советская историография называла Марра руководителем работ по «языковому строительству».

#### Латинизация
До 1940 года на территории СССР не было языков с устойчивой латинской письменностью, кроме немецкого языка у поволжских немцев и в некоторой степени румынского у приднестровских молдаван. Кроме того, якуты пользовались латиницей Новгородова. При советской власти она была принята в несколько упрощённой версии.
Латиница считалась «интернациональной» письменностью, что делало её более перспективной в глазах советской интеллигенции, ожидавшей мировой революции. Она не имела негативных для новой власти ассоциаций, связанных с традиционными религиозными культурами, в отличие от арабской и кириллической письменностей. Поначалу добровольная, к концу 1920-х латинизация стала частью государственной политики. Некоторые её противники были репрессированы. Вместе с тем, новая политика не вызвала серьёзного сопротивления нигде, кроме Татарстана. Она осуществлялась вместе с политикой «ликвидации безграмотности»: в силу общего низкого уровня грамотности у разных народов приходиться переучиваться приходилось только небольшому количеству людей. К началу 1930-х годов были латинизированы большинство языков народов СССР. Латинизация языков финно-угорских народов проходила с переменным успехом: например, если коми приняли новый алфавит, то марийцы, удмурты и мордва продолжали пользоваться кириллицей. В 1927 году в Дагестане проходили протесты против латинизации с требованием вместо неё ввести письменность на основе кириллицы.
…Таким образом, на этапе строительства социализма существующий в СССР русский алфавит представляет собою безусловный анахронизм, — род графического барьера, разобщающий наиболее численную группу народов Союза как от революционного Востока, так и от трудовых масс и пролетариата Запада. <…> Сейчас должен быть создан новый алфавит — алфавит социализма.
Шла разработка латинских алфавитов для грузинского и армянского, а также для восточнославянских языков. Николай Яковлев стал руководителем проекта латиницы для русского языка, возглавив комиссию при Главнауке, образованную в 1929 году. По его словам, русская кириллица представляла собой «анахронизм» в условиях, когда и в «западных» европейских, и  в «восточных» центральноазиатских обществах пользуются латиницей. В состав комиссии входили также «деятели языкового строительства» Лев Жирков и Алексей Сухотин, лингвист Василий Лыткин и русисты Николай Каринский, Сергей Абакумов и Александр Пешковский. В 1930 году комиссия представила результат своей работы, предложив три варианта латинизации. Несмотря на поддержку бывшим наркомом просвещения Анатолием Луначарским, проекты не были воплощены в жизнь. По мнению Алпатова, проекты по латинизации русского языка могли бы оказаться успешными, если бы эта идея стала частью советской политики сразу после Октябрьской революции.

#### Китайский алфавит
В Ленинграде была организована Комиссия по разработке нового китайского алфавита. Она разрабатывала пять алфавитов для пяти диалектных групп китайского, признавая отсутствие единого китайского языка. При этом разработчики алфавитов не учитывали необходимость взаимного общения для носителей разных диалектов. Все алфавиты были основаны на латинице, традиционная иероглифическая письменность была отвергнута как излишне сложная. Помимо того, что китайцы были одним из этнических меньшинств Дальнего Востока, советская власть предполагала, что в Китае вскоре также пройдёт социалистическая революция, после которой наработки советских синологов окажутся востребованными. Комиссию возглавил синолог Василий Алексеев, вместе с ним в работе участвовали ведущие специалисты своего времени: Александр Шпринцин, Борис Васильев, Юлиан Щуцкий.

### Создание литературных языков
Помимо создания письменностей, советская власть занималась стандартизацией литературных языков для народов СССР. В разработке общего стандарта за литературный язык брался один из уже существующих диалектов. По мнению Алпатова, выбор диалекта проходил с переменным успехом: например, для казахского, по его словам, диалект был сразу выбран удачно, а выбор для белорусского вызывал споры, не прекращающиеся и в XXI веке. Для башкирского литературный язык специально был сконструирован на основе диалектов, наиболее далёких от татарского, чтобы подчеркнуть самостоятельность двух народов, вследствие чего многие башкиры плохо понимали эту литературную норму.
Затем на литературных языках издавались грамматики и учебники, а также научные и технические терминологические словари. Для новых понятий науки и техники в 1920-х часто создавались неологизмы (например, укр. недiлка «атом») — возможность заимствовать европейский термин посредством русского отвергалась как напоминающая об имперской политике русификации. Такие меры приводили к тому, что в некоторых языках в разговорной речи употреблялось больше русизмов, чем в литературном языке — такая ситуация сложилась, к примеру, для бурятского. В 1930-е, напротив, в словарях стало больше заимствований из русского. Это стало следствием не только постепенного перехода к политике русификации в СССР, но и осознания, что многие искусственные неологизмы не приживаются в реальной речи. При создании словарей составители пытались не заимствовать новые термины из языков, ассоциирующихся с традиционными религиозными культурами — в частности, из арабского. Более того, вместо многих уже существующих заимствований из арабского предлагались новые слова, искусственно адаптированные из русского или европейских языков.
Для многоязычного Дагестана в 1920-х было принято решение считать за литературный язык азербайджанский, который был лингва франка в южном Дагестане. Развитие местных литературных стандартов началось только с 1933 года.

### Итоги коренизации на рубеже 1930-х
Меры по распространению новых письменностей среди народов Центральной Азии начали приносить плоды только к концу 1920-х годов. По словам Владимира Алпатова, начало 1930-х стало пиком языкового строительства в СССР. В Москве начали разрабатывать письменности для малых языков, в том числе народов севера Восточно-Европейской равнины, Сибири и Дальнего Востока. В 1931 году Комитет Севера утвердил Единый северный алфавит — письменный стандарт, на основе которого были созданы тринадцать унифицированных алфавитов. В отличие от Нового тюркского алфавита (яналифа), который создавался для тюркских языков, языки, выделенные как «северные», не были родственны друг другу и не имели структурных сходств. «Северный» и тюркский алфавиты не были унифицированы между собой.
По словам Николая Яковлева, к 1932 году собственная письменность существовала у 80 из 127 «восточных» народов СССР, и примерно половина из них появилась после Октябрьского переворота. В 1936 году он сообщал об утверждении 71 алфавита на основе латиницы, а сопредседатель ЦИК СССР от ЗСФСР Газанфар Мусабеков, курировавший языковую политику, сообщал о том, что 68 народов СССР общей численностью более 25 миллионов человек пользуются новыми алфавитами. Разнобой в этих числах объясняется в том числе проблемой «язык или диалект». Некоторые языки ещё до середины 1930-х были объявлены диалектами, а с точки зрения советской власти диалекты не должны были иметь собственной письменности — соответственно, она выводилась из употребления. Так произошло, например, с письменностью для дигорского диалекта осетинского, которая была объявлена «контрреволюционной». По словам одного из общественных деятелей, в 1931—32 учебном году начальная школа полностью «коренизирована» для 37 народов — то есть для них есть возможность предоставить обучение на коренном языке. Первым народом, заявившим о «коренизации» начальной школы, стали коми в 1930 году. Изучение русского языка начиналось с 2-го или 3-го года обучения; теоретики педагогики в то время считали слишком раннее изучение русского вредным для коренной культуры. Обучение на языках разных народов поощрялось не только на их коренных территориях: так, например, в Москве в начале 1930-х существовало множество татарских, немецких и казахских школ, в Башкирской ССР — латышские, марийские, мордовские, немецкие, польские, удмуртские, чувашские, эстонские, в Украинской ССР — армянские, ассирийские и чешские школы.
Продолжалось внедрение делопроизводства на коренных языках: например, к 1932 году половина сельсоветов в Чувашской ССР вела документацию по-чувашски. В конституциях и законах некоторых республик коренные языки именовались «официальными» или «государственными»: так, чувашский назывался государственным в законах ЧССР до 1936 года. На коренных языках издавалась литература, как оригинальная, так и переводная. По подсчётам лингвиста Саймона Криспа, до 1933 года количество изданных книг на всех языках СССР стабильно увеличивалось, затем для некоторых языков это число начало уменьшаться. По мнению Алпатова, пик издания литературы на коренных языках пришёлся на 1936 год, когда тираж литературы на языках, исключая русский, в СССР составил 108 миллионов экземпляров.
При этом политика коренизации встречала немало препятствий. Вопреки оптимистичным прогнозам, к 1930-м на территории СССР не появилось возможностей для высшего образования на коренных языках — в нём использовался исключительно русский язык. Планомерному выполнению намеченных целей мешали политические причины, в том числе желание чиновников выслужиться перед начальством. К примеру, в результате слишком резкого перехода на башкирскую латиницу в 1929 году, инициированного местными властями, тираж газеты «Башкортостан» за год снизился в три раза — население не было готово читать тексты на новом алфавите. Для бурятского языка по политическим причинам несколько раз менялся диалект, выбранный как основа для литературного языка. Коренные языки часто не имели такого же социального престижа, как русский, в глазах простых носителей: например, по наблюдению Поливанова, студенты комвузов общались на учебные темы по-русски лучше, чем на родных языках. Русский язык преобладал как средство общения на русифицированных когда-то территориях — например, в больших городах Украинской ССР. Кроме того, известно, что в регионах Сибири и Дальнего Востока русские работники на местах зачастую сознательно тормозили внедрение письменностей на коренных языках, якобы из-за «дикости и малочисленности» этих народов.

#### Отказ от коренизации
На рубеже десятилетий политика властей СССР по отношению к языковым и этническим меньшинствам изменилась: вместо поддержки «национальных» движений начались репрессии против их представителей. С начала 1930-х годов велась идеологическая борьба с представителями украинской интеллигенции и белорусскими «нацдемами», в республиках Кавказа и Центральной Азии — с «пантюркистами» и «панисламистами». Многие представители интеллигенций коренных народов были арестованы и казнены. При этом поначалу языковую политику эти изменения затронули лишь отчасти. Она подверглась централизации: в результате увольнений и арестов место интеллигентов из местных народов в определении языковой политики заняло партийное руководство в Москве; ВЦКНА был также перенесён в Москву.
Через несколько лет соответствующие изменения произошли и в общей языковой политике. Советские власти перестали надеяться на мировую революцию, вместо неё был провозглашён курс на построение «социализма в одной стране» — соответственно, один из главных аргументов в пользу латиницы перестал быть важным. Коренизация постепенно сворачивалась.

## 1936—1949
С середины 1930-х годов советские власти под руководством Иосифа Сталина поменяли курс языковой и этнической политики СССР на противоположный: на место коренизации под эгидой борьбы с «буржуазным национализмом» приходила прежняя политика русификации. Латинские алфавиты были заменены на кириллические, печать на многих коренных языках замедлилась или прекратилась вовсе, в школах внедрялось обучение русскому языку.

### Переход на кириллицу
С середины 1930-х годов советская власть постепенно начала вводить для народов СССР новые письменности на основе кириллицы взамен ещё недавно утверждённой латиницы. По свидетельству писателя Ионы Вакели, советское руководство приняло решение о всеобщем переходе на кириллицу ещё в 1933 году. Тем не менее, первое официальное указание было принято позже: в 1935 году Президиум ЦИК СССР постановил перевести на кириллицу письменности языков «народов Севера», для которых внедрение латиницы только начиналось. Вскоре после этого в качестве эксперимента обучение на кириллице ввели в нескольких школах Кабардино-Балкарии. Постепенно на кириллицу переводились и другие языки. Вместе с тем в отдельных регионах отказ от коренизации задерживался, а деятельность по созданию и реформированию письменностей продолжалась. В 1937—1938 годах прошли орфографические реформы латинских алфавитов для башкирского, кыргызского и узбекского языков. Последним официально утверждённым новым алфавитом стал алфавит для дунганского, опубликованный в 1937 году.
В результате к 1950-м годам на кириллицу были переведены все языки, до этого получившие новые латинские алфавиты. Языки, для которых латинская письменность существовала давно, это не затронуло — например, польский и немецкий. В 1939—1940 годах СССР присоединил Латвию, Литву и Эстонию, а также завоевал часть Финляндии — переход на кириллицу не произошёл также и для латышского, литовского, эстонского и финского языков. Кириллизация также не коснулась языков, которые использовали другие алфавиты — например, армянский, грузинский и идиш.
Решение о переводе на кириллицу было принято руководящей верхушкой, и за ним стояли политические соображения. Сотрудники Всесоюзного центрального комитета нового алфавита критиковали планы по «быстрому» переходу на кириллицу, предупреждая о временной неграмотности большой части населения. Однако в 1937 году ВЦКНА был распущен, его руководители вскоре были казнены. Комитет Севера был распущен в 1935 году. В конце 1930-х были репрессированы многие специалисты и представители интеллигенции, занимавшиеся до этого внедрением письменностей и литературных языков, среди них Ахмет Байтурсынов, Ян Кошкин, Евгений Поливанов, Бекир Чобан-Заде, Евгений Шнейдер и многие другие. Вместе с тем, часть специалистов пережила пик репрессий и продолжали участвовать в разработке уже кириллических алфавитов: среди них Николай Баскаков, Лев Жирков, Николай Поппе, Константин Юдахин, Николай Яковлев и другие.
Переход на кириллицу был ещё более форсированным, чем латинизация. Он осуществлялся для разных языков в разные годы, но для каждого конкретного языка на переход обычно отводилось не более одного года. Ключевую роль в принятии решений играли не специалисты по языкам, а представители чиновничества. Эти причины привели к ухудшению качества кириллических алфавитов по сравнению с латинскими, а также отсутствию единообразия между ними. Кроме того, из-за такой поспешности для многих языков вплоть до конца 1940-х годов проводились реформы орфографии, слегка видоизменяющие алфавиты и литературные нормы. В особенности серьёзным изменениям подверглось написание русизмов. Их обычно записывали как можно ближе к написанию в русском языке, что усиливало разрыв между произношением и письмом. При этом, по словам Владимира Алпатова, кириллизация прошла достаточно легко для носителей языков СССР ввиду того, что латинские алфавиты были введены совсем недавно и ещё не успели окончательно закрепиться.
В июне 1941 года советская власть официально объявила о завершении перехода на кириллицу языков народов СССР. На самом деле ещё несколько лет после этого использовалась латиница для курдского и уйгурского языков, а дунганская латиница была упразднена только в 1953 году. В результате кириллизации количество письменных языков уменьшилось: как минимум тринадцать языков потеряли латинский алфавит, но не получили взамен кириллического. В некоторых случаях новый алфавит был разработан, но не был впоследствии введён в употребление из-за начавшейся в 1941 году Великой Отечественной войны, и в итоге язык остался де-факто бесписьменным.

### Реформы литературных языков
Политика русификации проявилась не только в кириллизации, но и в изменениях в стандартах литературных языков. Например, при разработке описаний языков СССР их грамматика «подгонялась» под русскую. По воспоминаниям филолога Гармы Санжеева, такой метод получил среди специалистов прозвище «шапирография»: за основу бралась грамматика русского языка, написанная Абрамом Шапиро, в ней заменялись примеры и вносились минимальные коррективы. Руководствуясь представлением о том, что русский язык является структурно более совершенным, авторы грамматик пытались найти в своих языках грамматические категории русского. В новых литературных нормах, в отличие от норм 1920-х, было большое число заимствований из русского. По подсчётам лингвиста Г. Льюиса, русские заимствования составили 70—80% новых терминов, появившихся в 30—40-е годы в языках СССР.

### Внедрение русского языка
Важным шагом нового курса языковой политики стало внедрение русского языка во всех сферах общественной жизни, в основном в РСФСР. Уже в начале 1930-х годов в этнически русских регионах закрывались школы на всех языках, кроме русского: так, к 1935 году в Московской области уже не было украиноязычных школ, к 1937 их не было во всём РСФСР. 13 марта 1938 года ЦК ВКП(б) и СНК выпустили постановление «Об обязательном изучении русского языка в школах национальных республик и областей»; в течение нескольких месяцев подобные постановления были приняты в республиках СССР. В 1938/39 учебном году советские власти поставили задачу ввести изучение русского языка в школах РСФСР с первого класса. В школах увеличивалось количество часов русского языка, активизировалось издание учебной литературы. Постановление форсировало упразднение школ на языках этнических меньшинств. Из всех языков РСФСР обучение в средней школе на коренном языке сохранилось только у башкир и татар. Постепенно на местах прекращалось делопроизводство на коренных языках. Впоследствии в официальных советских научных текстах постановление 1938 года преподносилось как часть «ленинской национальной политики». Из новых конституций большинства советских республик и регионов были выведены формулировки, связанные со статусом коренных языков. Именование титульных коренных языков «государственными» сохранилось до 1980-х только в Азербайджанской, Армянской и Грузинской ССР.
В 1940—1950-х годах в научной и популярной литературе о языках подчёркивались роль и особые черты русского языка. Языковеды писали о «гибкости и богатстве», «величии и мощи» русского по сравнению с другими языками мира. Большую роль в этом сыграл выход в 1945 году книги «Великий русский язык» русиста Виктора Виноградова, наполненной подобными высказываниями. По словам лингвистки Изабелль Крейндлер, в СССР произошёл возврат к «царистской концепции русского языка как „цемента Империи“».

### Внедрение титульных языков других республик СССР
Если в РСФСР проводилась русификация, то в других республиках СССР также обычно внедрялись языки титульных народов. Например, в Грузинской ССР после Великой Отечественной войны произошла грузинизация: абхазские и осетинские школы были закрыты, вводилось обучение на грузинском языке. В Юго-Осетинской АО в составе ГССР осетинский язык перевели на грузинский алфавит (в то время как в Северо-Осетинской АССР в составе РСФСР тот же осетинский перевели на кириллицу). В Таджикской ССР памирские языки вытеснялись таджикским: в школах изучался таджикский, письменность на памирских языках была запрещена. В свою очередь, таджикский, будучи титульным в ТССР, оказался языком меньшинства в соседней Узбекской ССР и вследствие этого там вытеснялся узбекским.

## 1950—1984
С 1950-х годов вплоть до Перестройки в языковой политике Советского Союза не происходило масштабных изменений, подобных тем, что имели место в предыдущие десятилетия. В частных случаях для конкретных языков могли происходить реформы, в том числе довольно серьёзные, но общий курс языковой политики заключался в сохранении тенденций, заложенных в сталинский период. После смерти Иосифа Сталина с марта по июнь 1953 года большую власть в руководстве СССР имел Лаврентий Берия, занимавший пост министра внутренних дел. По его требованию Президиум ЦК КПСС принял закрытое постановление, которое, по-видимому, должно было стать первым этапом возвращения к политике коренизации. Однако в июне Берия был арестован, и никто из последующих лидеров не возвращался к этим планам.
В некоторых аспектах языковая политика после смерти Сталина стала даже в большей степени русификаторской, чем при Сталине. До 1950-х годов, несмотря на общий курс, на местах по инерции могли сохраняться результаты коренизации. Например, в Марийской АССР марийские средние и семилетние школы были окончательно ликвидированы только к концу 1950-х. Новый лидер СССР Никита Хрущёв был сторонником стирания различий между гражданами советских республик, что на практике означало дальнейшую русификацию. Вместе с тем, во время правления Хрущёва в языковой политике, как и в советском обществе в целом, имела место «оттепель»: допускалась большая свобода мнений.
По инерции сохранение привилегированного положения русского языка продолжалось и при Леониде Брежневе. В его правление советская власть не имела сколько-нибудь чёткой языковой политики, вместо этого проводились отдельные кампании, зачастую имевшие совсем разную идеологическую подоплёку. В том числе, особенно в последние годы правления Брежнева, имели место низовые попытки расширить сферу использования некоторых коренных языков и вернуть использование письменности: такие инициативы предпринимались для идиша, нивхского и саамских языков.
По словам Владимира Алпатова, в СССР существовала неформальная иерархия статусности языков: самым статусным был русский, меньшим статусом обладали титульные языки союзных республик и некоторые титульные языки автономных республик. Такие языки имели развитую письменную культуру и использовались в делопроизводстве внутри своих республик, хотя не имели особого статуса за их пределами. В таких языковых сообществах не происходило массовой ассимиляции. В наименее благополучном положении среди языков союзных республик были белорусский и украинский. В Белорусской ССР и в восточной части Украинской ССР русский был доминирующим языком общения, а их присутствие в массовой культуре поддерживалось государством отчасти искусственно. В результате сильной русификации городского населения в Российской империи для жителей Беларуси и Украины их коренные языки имели низкий престиж и часто считались «деревенскими». Политика советского руководства по отношению к украинскому языку была непоследовательна, в 1950—1980-е годы чередовались периоды поддержки его использования и русификации. В самом низу иерархии оказывались остальные языки СССР. Их носители были массово двуязычны, владея родным языком и русским, но коренные языки имели узкую сферу употребления. Большинство из них использовались только в бытовом общении между людьми, в то время как при разговорах на более «возвышенные» темы носители переходили на русский даже между собой; они также не использовались в делопроизводстве и образовании. Эти языки имели низкий престиж, в том числе для самих носителей, и могли считаться несовместимыми с «высокой» культурой.

### Продолжение русификации
Русский был престижным языком, владение которым давало человеку возможности получения высшего образования, работы в любой сфере и знакомства с многими произведениями европейской культуры. Вследствие урбанизации, приведшей к смешиванию разноязычного населения в городах, русский также был общесоветским лингва франка. При этом официальные советские лозунги провозглашали «равенство всех народов» и языков. На коренных языках, в особенности на титульных языках республик СССР, шла некоторая культурная деятельность — литературная, театральная — но в сильно ограниченном масштабе. В отличие от Конституции 1936 года, в Конституции 1977 года вместо «права» на образование на родных языках упоминалась только «возможность» такого образования.
Нерусскоязычные жители Советского Союза часто выражали недовольство принудительной русификацией. Вместе с тем многие, напротив, принимали её как естественную меру, так как изучение русского языка в СССР повышало престиж и социальный статус человека. В 1958 году была проведена школьная реформа, разрешившая родителям выбирать школу для ребёнка, в том числе выбирать между школами с обучением на русском и на других языках. Её последствием в РСФСР и балтийских республиках стало резкое сокращение школ на других языках СССР — многие предпочли отдать детей в школу, где те смогут изучать более выгодный для будущей жизни русский. В республиках Центральной Азии ситуация была иной, там русский язык имел меньший престиж, и реформа не привела к сильному сокращению школ на местных языках. Русскоязычные граждане СССР вне РСФСР, будучи меньшинством в своих республиках, в основном приветствовали русификационные меры, так как редко владели титульными языками своих республик и регионов. Исключением была Армянская ССР, где многие этнические русские владели армянским. В целом русскоязычные жители СССР, особенно в тех регионах, где они были большинством, не замечали проблем и противоречий советской языковой политики.
В 1960-е годы официальная цель советской власти в отношении распространении русского языка была сформулирована как попытка сделать его «вторым родным языком» для каждого гражданина СССР. Целью сохранения русификационной политики была не ассимиляция как таковая, а распространение двуязычия и владения русским языком как «вторым родным». По выражению историка Сергея Савоскула, её целью была «унификация и советизация» граждан СССР. Вместе с тем, несмотря на все усилия, этой цели не удавалось добиться окончательно: значимая часть населения страны в 1960—1970-е годы не говорила по-русски. В РСФСР, Украинской ССР, Белорусской ССР, Молдавской ССР, республиках Балтии и Закавказья владели русским в среднем около 95% населения. Между тем среди коренных народов республик Центральной Азии знание русского было распространено в гораздо меньшей степени. Это было связано с неравенством в сферах занятости: коренные жители региона были в основном заняты в сельском хозяйстве, торговле и во многом в сфере управления и совсем не представлены в промышленности, технике и естественных науках. Также играли роль паттерны расселения: эти регионы были мало урбанизированы, между тем в сельской местности преобладало коренное население, а в городах коренные и некоренные жители обычно селились в разных районах. Эта ситуация, названная Владимиром Алпатовым «стихийным апартеидом», приводила к тому, что у коренных жителей не было естественных потребностей для изучения русского. Советская языковая политика способствовала поддержке скрытого социального неравенства между одноязычными (русскими) и двуязычными жителями. С другой стороны, она также способствовала формированию национального самосознания у многих народов СССР к середине XX века.
С 1930-х годов в разных республиках постепенно внедрялось обучение на русском языке с начальной школы; темпы этого процесса снизились после смерти Сталина, но он не прекратился. Например, в Армянской ССР с первого класса русский начали изучать в 1958 году. Последними стали Литва и Эстония, где обучение на русском с первого класса было введено только в 1980 году. Школы на других языках в РСФСР в 1950—1960-х годах постепенно закрывались. К 1970-м годам из регионов Северного Кавказа обучение в начальной школе на местных языках сохранилось только в некоторых сельских районах Дагестана. С начала 1960-х к 1982 году количество языков, на которых в РСФСР можно было получить школьное образование, сократилось с 47 до 17; с 1939 по 1962 годы в Узбекской ССР это число сократилось с 22 до 7.
Политика русификации повлияла на литературу на коренных языках СССР. Вопрос об аутентичности литературы коренных народов на русском был предметом дискуссий среди писателей и поэтов, но тем не менее, многие литераторы из коренных народов в 1950—1960-х годах переходили на русский язык: среди них Чингиз Айтматов, Юрий Рытхэу и многие другие. Вместе с тем культура, в отличие от образования, была сферой, в которой использование коренных языков поддерживалось государством. Литература в ограниченных тиражах стабильно выходила на языках многих малых народов, не имевших автономии. У некоторых народов была пресса на своём языке, хотя бы на символическом уровне могло вестись радио- и телевещание, часто существовали театры на местных языках.

### Внедрение титульных языков других республик СССР
Абхазский и осетинский были переведены обратно на кириллицу в 1954 году, тогда же возобновилось школьное обучение на них. В отличие от абхазов и осетин, для мегрелов и сванов в Грузии, талышей и лезгин в Азербайджане, гагаузов в Молдове и для памирских народов в Таджикистане политика языковой ассимиляции продолжалась вплоть до конца 1980-х. Их официально не считали отдельными народами, причисляя к титульному этносу, и запрещали им пользоваться своими языками в культуре и общественной жизни. То же могло происходить в автономных республиках: например, в Якутской АССР якутский вытеснял языки других коренных народов. Отношение носителей коренных языков к таким ассимиляционным процессам было разным: например, если мегрелы и сваны в целом не сопротивлялись грузинизации, у абхазов и осетин эта политика вызывала яркое неприятие. В 1960—1980-х годах сфера использования абхазского и осетинского несколько раз сужалась и расширялась; новые меры грузинизации несколько раз приводили к протестам среди интеллигенции и остального населения, что иногда вынуждало власти ГССР идти на уступки в языковой политике.

### Положение малых языков
В связи с политикой русификации в СССР обострилась проблема вымирания коренных языков. Они обычно хорошо сохранялись в сельской местности, где население было преимущественно моноэтничным, и знание русского не было распространено. Владимир Алпатов отмечает, что мордовским языкам прогнозировали вымирание ещё до 1917 года, но сельские жители говорили на них вплоть до конца XX века. По этим же причинам в сельской местности сохранялись белорусский и украинский языки. В самом опасном положении были языки народов, которые преследовались по этническому принципу, а также самых малочисленных народов. Среди первой группы оказались депортированные немцы и крымские татары, а также евреи, чьи языки почти не функционировали в культуре и не изучались детьми и молодёжью. На резкое уменьшение числа носителей идиша повлияли антисемитизм в СССР, низкий престиж идиша как языка, ассоциирующегося с культурой гетто, и высокая степень урбанизации еврейского населения. К малочисленным языкам, находящимся в плачевном положении, относились многие языки Крайнего Севера, Сибири, Дальнего Востока и Балтии. По подсчётам лингвиста Александра Кибрика, к концу существования СССР в этих регионах к исчезающим можно было отнести около двадцати языков. В 1975 году умерли последний в СССР носитель айнского и последний носитель камасинского. Большую роль в исчезновении языков Севера сыграла система школ-интернатов, в которой дети из разных народов не имели необходимости использовать родные языки, общаясь между собой на русском. При этом, по замечанию Алпатова, даже в 1950—1970-х годах советская языковая политика не подстёгивала, а скорее тормозила вымирание малочисленных языков, но и не поддерживала их статус.

## 1985—1991
В 1985 году в Советском Союзе началась Перестройка. В 1985—1988 годы она не затрагивала языковую политику; лидеры государства не инициировали глобальных изменений в этой сфере. По замечанию Владимира Алпатова, во время Перестройки советские исследователи не обращали внимания на назревающие этнические конфликты в советских республиках, связанные в том числе с языковыми противоречиями. Исследования тех лет по инерции используют старые формулировки о «равенстве народов» и «развитии национальных языков», оторванные от реальности.
При этом примерно с 1987 года с началом политики гласности в советском обществе, особенно среди интеллигенции нерусских народов, начались дискуссии о проблемах текущего идеологического курса в этой сфере. Стала активно обсуждаться тема потребности этноязыковой идентичности народов СССР, не удовлетворяемая советской языковой политикой. Вместо учёных в таких дискуссиях часто принимали участие журналисты, политики и деятели культуры. К примеру, в 1988—1989 годах в изданиях журнала «Дружба народов» развернулось обсуждение советской языковой политики, в котором приняли участие несколько писателей из разных народов Советского Союза. Его участники имели разные взгляды, но соглашались друг с другом в негативной оценке последствий русификации. Они положительно рассматривали политику коренизации 1920-х, а последующие изменения ассоциировали с личностями Иосифа Сталина и его преемников. Высказывания некоторых участников дискуссии (например, писателя Василя Быкова о белорусском языке), по мнению Алпатова, романтизировали связь языка с этносом, элементы советской языковой политики и дальнейшие перспективы развития коренных языков. Некоторые из них идеологически восходили к поздним высказываниям Владимира Ленина об этнической и языковой политике. В таких дискуссиях часто сильно преувеличивалась степень проблем коренных языков в советском обществе. При этом интеллектуалы расходились в вопросе о том, полезно или вредно коренным народам владение русским языком. Например, в поддержку двуязычия высказывался башкирский писатель Айдар Халим и татарский писатель Рафаэль Мустафин; против выступали, например, белорусский общественный деятель Зенон Позняк и эстонский публицист Мати Хинт. В некоторых регионах СССР в это время начали также идти дискуссии о реформах письменности, в том числе в некоторых регионах о возвращении к арабице, в Бурятии — к старомонгольскому письму по примеру соседней Монголии, в других — о переходе на латиницу.
Вследствие проводимой во времена СССР русификации Украины доля украиноязычных в населении значительно уменьшилась, а доля русскоязычных — возросла. Доля считающих украинский язык родным в населении УССР между 1959 и 1989 гг. сократилась с 73,0 % до 64,7 %. Особенно заметным было сокращение доли считающих украинский язык родным на юге и востоке Украинской ССР: в Луганской области — на 15,6 % (с 50,5 % до 34,9 %), в Донецкой области — на 13,8 % (с 44,4 % до 30,6 %), в Запорожской области — на 11,7 % (с 61,0 % до 49,3 %), в Харьковской области — на 10,7 % (с 61,2 % до 50,5 %), в Днепропетровской области — на 10,6 % (с 72,1 % до 61,5 %), в Николаевской области — на 9,2 % (с 73,4 % до 64,2 %), в Херсонской области — на 8,0 % (с 75,7 % до 67,7 %). Послевоенная русификация соседней Белоруссии также привела к значительному ухудшению позиций белорусского языка во многих сферах общественной жизни республики и усилению роли русского.
С расширением политических прав республик общая советская языковая политика фактически перестала существовать, инициативу перехватили местные власти. В 1987 году власти Молдавской ССР приняли закон о расширении сферы употребления молдавского языка, а в 1989 году перевели его на румынскую латиницу. Этот случай стал единственным примером смены системы письма до распада СССР. В 1989 году все три балтийские республики приняли законы о признании титульных языков в статусе государственных. Эти законы составлялись по образцу канадского «Закона об официальных языках». К маю 1990 года подобные законы приняли все советские республики, кроме РСФСР. В качестве реакции на эти события в апреле 1990 года, пытаясь перехватить инициативу, Верховный Совет принял «Закон о языках народов СССР», в котором впервые русский язык официально признавался государственным на общесоветском уровне, а также объявлялась необходимость развития функций других языков СССР.
Между тем языковой фактор, включая принимаемые республиками языковые законы, стимулировал этнические конфликты в разных частях страны. В Приднестровье, русифицированном регионе Молдавской ССР, население негативно восприняло переход на латиницу, что способствовало сосуществованию двух норм литературного молдавского языка. Публикация проекта и принятие закона о грузинском языке в Грузинской ССР в 1988—1989 годах вызвало массовые протесты в Абхазской АССР и Юго-Осетинской АО: он предусматривал обязательное изучение грузинского языка в школах и требовал владения им от абитуриентов вузов. Закон о гражданстве, вводящий обязательные экзамены на знание грузинского, стал одной из причин грузино-южноосетинского конфликта 1989—1992 годов.

## Постсоветский период
Наследие языковой политики СССР сильно повлияло на языковые политики самостоятельных государств, появившихся в результате распада СССР. В России продолжился инерционный курс на русификацию — это связано с тем, что в сравнении с СССР доля русского населения в Российской Федерации стала гораздо выше. Русский язык стал в РФ государственным, а титульные языки многих регионов России получили статус государственных в этих регионах наряду с русским.
Права носителей других местных языков были закреплены в некоторых отдельных законах. Хотя подобные законы имели скорее декларативный характер, общая децентрализация власти в 1990-х привела к осуществлению мер по поддержке коренных языков в некоторых регионах. В отличие от советских реформ, в 1990-е проекты языковой политики в регионах инициировались непосредственно местными властями. В Башкортостане, Кабардино-Балкарии и Татарстане в это время расширились возможности обучения на родных языках в школах и вузах, в этих и других регионах расширялась сфера использования местных языков в культуре, образовании и делопроизводстве. Для некоторых языков была возрождена или заново создана письменность. Иногда новой политике сопутствовало уменьшение роли русского языка, в частности, уменьшению возможностей изучения русского в школах. Изначально в некоторых регионах власти объявляли о введении мер по поддержке коренных языков, которые впоследствии оказывались нереалистичными для выполнения. У некоторой части русского населения, особенно в регионах, где русские не являются этническим большинством, новая политика вызывала негативную реакцию. В 1990-х годах в Чеченской Республике Ичкерия и Татарстане предпринимались попытки перевести титульные языки на латиницу, но они не были завершены.
В других государствах-бывших республиках СССР ситуация сильно изменилась по сравнению с советским временем. В них после распада СССР началось проведение национально направленной языковой политики, подразумевающей поддержку титульного языка, расширение его социальных функций. Как и в регионах России, изначальные планы по поддержке титульных языков зачастую отличались излишним оптимизмом; в реальности перевод делопроизводства или образования на титульные языки занимал больше времени, чем предполагалось в начале 1990-х годов. Русскоязычное население в этих странах в основном негативно воспринимало массовый переход с русского на титульные языки в разных сферах общественной жизни. Русские, в некоторых бывших республиках составлявшие значительную часть населения, оказались лишены привычных привилегий. Миграция в Россию из этих странах в 1990-х уменьшила в них долю русского населения, сделав оставшихся ещё в большей степени языковым меньшинством. Наиболее жёсткая политика по замене русского титульными языками в делопроизводстве, образовании и культуре проходила в Латвии, Литве и Эстонии, сравнительно мягкая — в Армении и Грузии. В Беларуси после непродолжительного периода возрождения белорусского языка политика отказа от русского была свёрнута: по результатам референдума 1995 года он признан государственным наряду с белорусским и в стране фактически продолжилась политика русификации. В некоторых странах произошёл перевод письменностей титульных языков на латиницу: в 1992—1993-х годах в Азербайджане, в середине 1990-х в Туркменистане и Узбекистане.

## Оценки
Исследователи отмечают, что советская политика коренизации в 1920—начале 1930-х годов стала первой попыткой централизованной поддержки нетитульных языков в мире и предвосхитила такие тенденции, во многих странах получившие распространение к началу XXI века. Лингвистка Изабелль Крейндлер назвала Советский Союз «пионером концепции образования на материнских языках».
При этом многие западные исследования конца XX века негативно оценивают результаты советской языковой политики в целом. С началом Перестройки подобные оценки распространились и в СССР, особенно вне РСФСР. Особенно отрицательно такие исследователи оценивают политику 1940—1950-х годов: она часто описывается как регресс и откат позитивных изменений, инициированных советской властью в 1920-е годы, которые они, наоборот, идеализируют. При этом учёные отмечают, что подобные практики ассимиляции и подавления коренных языков были характерны для многих индустриальных государств в середине XX века, в том числе для США, Франции, Норвегии и Швеции. По мнению лингвиста Владимира Алпатова, сталинская языковая политика была жёсткой и часто несправедливой, но при этом распространение русского языка отвечало логистическим и экономическим потребностям государства и общества. Вместе с тем, даже после отката коренизации положение коренных языков в СССР было зачастую лучше, чем в других крупных государствах того времени. Так, например, СССР стал одной из немногих индустриальных стран мира, где систематически, хотя и ограниченно, развивалась литература на коренных языках.

## Изучение
Изучение социолингвистических проблем в СССР началось в 1920-х годах. Описанием языковых ситуаций и языковой политикой занимались в том числе такие лингвисты, как Александр Пешковский, Евгений Поливанов, Афанасий Селищев, Николай Яковлев, Лев Якубинский. Однако уже в 1930-е годы исследования этих проблем были свёрнуты. В 1930—1940-е годы из-за цензуры заниматься изучением языков СССР с социолингвистической точки зрения было невозможно — при этом сохранялась возможность создания качественных грамматик языков СССР. В 1950—60-х годах снова стали появляться социолингвистические исследования, но их содержание контролировалось цензурой. Публикации этих лет обычно содержали фрагменты, положительно оценивающие языковую политику СССР и показывающие её как единообразную на всём протяжении советской истории. В это же время языковые ситуации в СССР изучались и в странах Европы и Америки, но из-за «железного занавеса» иностранные исследователи зачастую руководствовались недостаточной или неверной информацией.

### Комментарии
1. ↑  Румынский и молдавский — очень похожие языки, которые иногда считают диалектами одного языка. Некоторая часть приднестровских молдаван умела читать и писать по-румынски и, соответственно, по-молдавски на румынской латинице, но чаще молдаване либо были неграмотны, либо читали и писали по-русски[29].